# اخفش اکبر
عبدالحمید بن عبدالمجید شهرت‌یافته به لقبِ اَخفشِ اکبر یا کبیر (؟ -۷۹۳م) زبان‌شناس برجستهٔ عربی در سدهٔ دوم هجری بود.